# Мунду језик
Мунду језик је језик из породице нигер-конгоанских језика, грана убангијских језика. Њиме се служи око 23.000 становника Јужног Судана у вилајету Западна Екваторија између Јеја и Маридија и око 2.800 становника у ДР Конгу. Користи латинично писмо, и чини га неколико дијалеката.